# Tsiklon (sistema de navegação)
Tsiklon, em russo Циклон, que significa Ciclone, é também o nome de um sistema de navegação por satélite desenvolvido na União Soviética no final da década de 60.[carece de fontes?]
O sistema era constituído por três conjuntos de elementos: estações terrestres, estações em navios e satélites, que no caso tinham o mesmo nome do sistema como um todo Tsiklon.[carece de fontes?]
O satélites, além da sua função básica de comunicação, emitiam um sinal na faixa de 10 GHz, que era usado para corrigir o sistema de orientação dos navios da Marinha Soviética.
Para o funcionamento apropriado desse sistema, era necessária uma frota de no mínimo 6 satélites, que combinados, garantiam uma precisão de localização entre 80 e 100 metros.
Em 1976, foi desenvolvida uma versão civil desse sistema para atender as necessidades da marinha mercante, chamado "Cicada".[carece de fontes?]